# روبرت إتنغر
روبرت إتنغر (بالإنجليزية: Robert Ettinger)‏ هو عالم طبيعي وفيزيائي وأستاذ جامعي وكاتب أمريكي، ولد في 4 ديسمبر 1918 في اتلانتيك سيتي في الولايات المتحدة، وتوفي في 23 يوليو 2011 في ديترويت في الولايات المتحدة.

## وصلات خارجية
- الموقع الرسمي